# Торопецкий кремль
Торопецкий кремль — исторический центр древнего Торопца, расположен на юго-восточной окраине современного города Торопец, в Тверской области.

## История
Торопец XI—XIV веков входил в состав Смоленских земель, в XII—XIII веках был центром удельного княжества, затем вошёл в состав Великого Княжества Литовского, с 1503 года в составе Русского государства. Впервые упомянут в Ипатьевской летописи под 1074 годом (в летописном тексте говорится о смерти в Киево-Печерском монастыре торопчанина, преподобного Исаакия Печерского). В первые десятилетия XVI века по инициативе московских властей была создана новая крепость Торопец.
Ранний кремль (сейчас — Малое Высокое городище, княжеская резиденция XII—XIII в) располагался на округлом береговом холме оз. Соломенно, позднейший (сейчас — городище Красный Вал, крепость XVI—XVII вв, времён Русского государства) — на острове при выходе реки Торопы из озера Соломенно. Оба городища обнесены по периметру валами. Расположенные на них стены и башни кремля были деревянными.

## Описание

### Ранний кремль

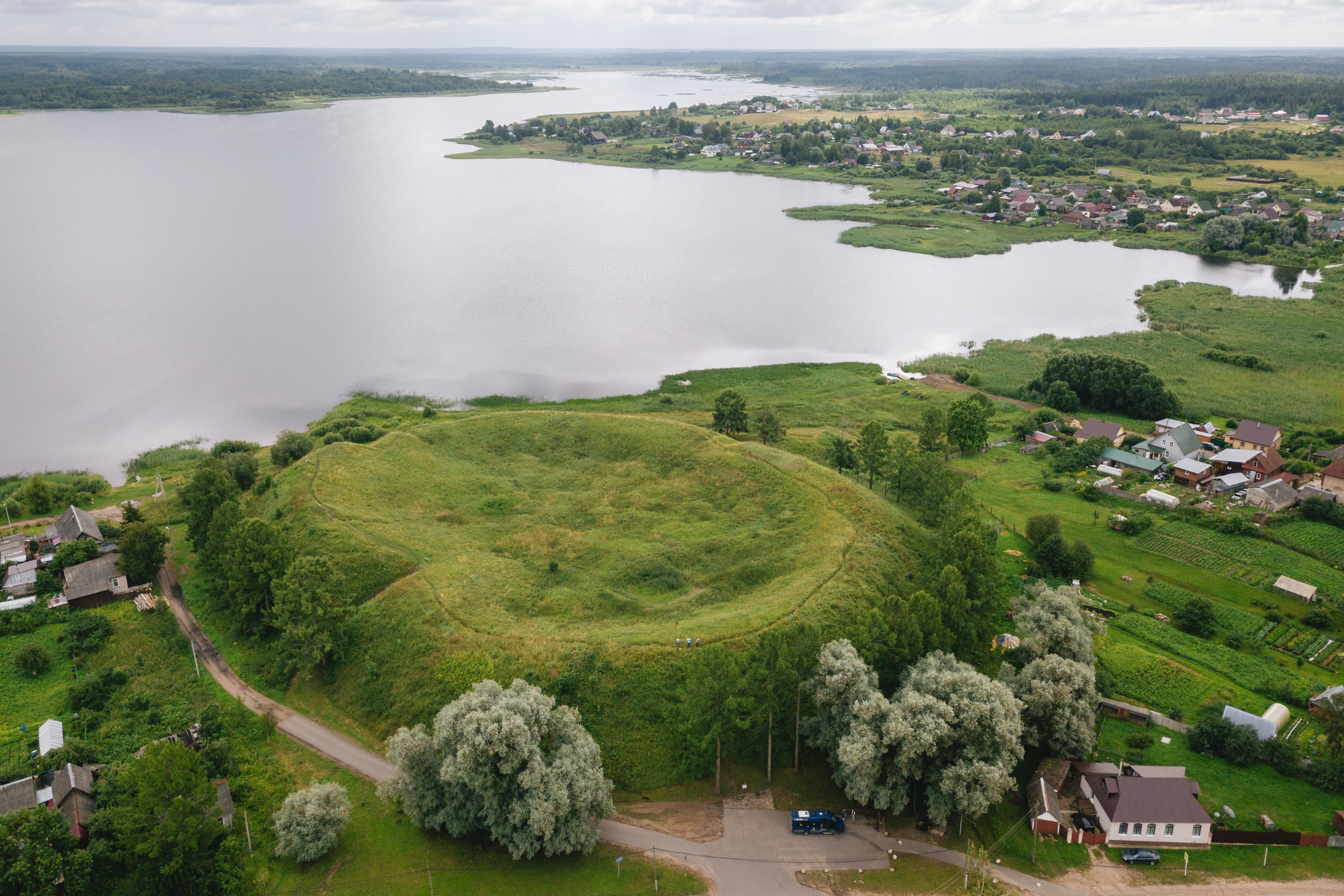
Ранний кремль Торопца — Малое Высокое городище

Малое Высокое городище имеет размеры 95×60 м, занимает площадь около 0,6 га, круговой вал достигает высоты 8-9 м. (до 18 м над уровнем озера), на нём видимо располагалась рубленая стена с боевым ходом, под ним фиксируются остатки рва, который окружал городище с напольных сторон и затоплялся водами озера. Следы ворот сохранились с южной и северной сторон. К озеру, возможно, вёл потайной ход. Из отчета Раппопорта П. А. «Изучение крепостей, проведенное отрядом Среднерусской археологической экспедиции 1956 года»:

«В г. Торопце были прорезаны валы „Малого городища“ и кремля („Красный вал“), что дало возможность восстановить, хотя бы в основных чертах, историю оборонительной системы древнего Торопца и конструкцию его укреплений. Особенно интересен материал, полученный при закладке шурфов на „Малом городище“. Выяснилось, что под дерном здесь залегает слой темной земли с керамикой и костями животных. За исключением нескольких современных черепков, найденных в самом верхнем слое, вся керамика по-видимому не моложе XIV—XV вв. На глубине 0,8—1,1 м начали встречаться остатки жилых и хозяйственных деревянных срубных сооружений, залегающих в несколько ярусов. В самом верхнем ярусе встречаются обгоревшие бревна, ниже следов пожара нет. Начиная с глубины 1,15—1,20 м, культурный слой городища насыщен водой и благодаря этому сохранность органических остатков здесь исключительно хорошая. Остатки деревянных сооружений залегают до материка (крупный моренный песок), до глубины около 2,7 м. В шурфе найдены различные деревянные изделия (лопата, днище от бочки, кудельники и пр.), значительное количество обрезков кожи и кусков кожаной обуви, железный нож, синяя стеклянная бусина. Среди найденной в шурфе керамики черепки лепных сосудов единичны; почти вся посуда сделана на гончарном круге и имеет, как правило, линейную и волнистую орнаментацию. Глиняное тесто с примесью дресвы. Керамика большей частью представлена черепками горшков с сильно отогнутыми прямыми венчиками. Керамика нижнего слоя „Малого городища“ может быть датирована первой половиной XI или даже второй половиной X в».
 На улицах крепости зафиксированы бревенчатые мостовые. Комплекс находок очень разнообразен, начиная с гончарной керамики и заканчивая фрагментами оружия, деталями доспехов и ювелирными изделиями, среди находок есть вислая свинцовая печать князя Ярослава Ярославича Тверского. Кремль видимо был сожжён литовцами в середине XIII (возможно, в 1245 году) и пришёл в запустение, эпицентром городской жизни стал посад — Старое Большое городище. Малое Высокое городище сейчас пустует, среди утраченных памятников следует упомянуть деревянный Георгиевский(?) собор, где видимо и венчался Александр Невский.

### Позднесредневековый кремль

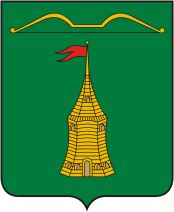
Герб Торопца

Форма нового Кремля, построенного на острове между рукавами реки Торопы после того, как город стал важной пограничной крепостью Русского государства, была рассчитана на борьбу с современным оружием и способами осады. По описным книгам XVII века Торопецкий кремль имел круговую стену длиной 461 сажень (978 метра) из деревянных срубов, забитых глиной и известью, высотой в 20 венцов с двумя проезжими (Московской и Егорьевской), одной проходной (У брода) и шестью глухими башнями, и был мощной крепостью, так как окружавшая остров река в этом месте редко замерзала зимой. В 1586 году вокруг башен крепости были возведены земляные бастионы, благодаря которым крепостные сооружения могли лучше противостоять ядрам. По данным А. Н. Кирпичникова в работах по перестройке кремля могли участвовать опытные фортификаторы: реконструкция крепости в 1586 году проводилась под руководством известного военного администратора И. С. Вохрамеева, который строил также укрепления Путивля и уникальные крепостные сооружения Орешка. После завершения этих работ создалось оригинальное сочетание дорегулярной трапециевидной общей планировки и башен на земляных бастионах, которые обеспечивали фланкирующий обстрел. Усилия властей приносили результаты: так в 1580 году, во время Ливонской войны, кремль выдержал осаду войска польского короля Стефана Батория.
В мирное время кремль представлял собой малонаселённый, преимущественно административный район города. Здесь находился двор воеводы, государственные хлебные амбары, пороховые и оружейные погреба, собор и другие церкви, осадные дворы горожан и дворян (всего 14 жилых и 126 осадных дворов по данным писцовой книги 1540—1541 года). Планировка в целом повторяла современную и была привязана к центральной улице, шедшей от северных ворот к южным. Крепость пришла в упадок и без присмотра быстро разрушилась в XVIII в, когда расширение государства на запад сделало её содержание в боеготовом виде не актуальным. На городище Красный Вал в настоящее время находятся Богоявленская церковь (1771 года, ныне краеведческий музей), действующий Корсунский собор (1676 года, полностью перестроен в классическом стиле после пожара в период с 1795 по 1804 годы), несколько жилых и административных строений XIX—XX вв.